# Équipe du Portugal de rink hockey
L'équipe du Portugal de rink hockey est l'équipe du Portugal qui représente le Portugal au rink hockey. Elle est constituée par une sélection des meilleurs joueurs portugais. Au palmarès, il s'agit de la nation la plus titrée de l'histoire de ce sport, avec 16 titres de champion du monde et 21 titres de champion d'Europe.

## Histoire

### Les origines dans les années 1930
Le rink hockey est apparu au Portugal en 1912. Le premier club à être fondé est le Recreios Desportivos da Amadora, à Amadora. Le premier match répertorié a eu lieu en 1912, entre  Recreios Desportivos da Amadora et le Clube de Desportos de Benfica, à Amadora. Cette rencontre se solde par une victoire 2-0 pour les visiteurs.
Cosme Damião, le fondateur de Benfica, très intéressé par ce nouveau sport, obtient les règles officielles du jeu en France en 1916. Puis les faits traduire en portugais par Raúl de Oliveira, le directeur du journal O Mundo Desportivo. Cette même année, deux équipes de Benfica dispute un premier match selon ces nouvelles règles dans une patinoire à Lisbonne.
Le premier tournoi officiel au Portugal a eu lieu en 1917, impliquant six équipes, dont Benfica.
Le tout premier Championnat d'Europe de Rink Hockey a eu lieu à Herne Bay, en Angleterre, en 1926. Il est disputé par six pays, cependant le portugal n'y participe pas. Le pays hôte a remporté l'événement. La première apparition du Portugal a eu lieu en 1930. L’équipe n'est composée que des joueurs du Benfica. En 1932, le Portugal termine à la 4e place. Leur première médaille remonte à 1936, à Stuttgart, en Allemagne. Cet événement est également considéré comme le tout premier Championnat du monde de rink hockey. Le Portugal terminé 3e, derrière les champions du monde, l'Angleterre et l'Italie. Au Championnat d’Europe de rink hockey de 1937, le Portugal répète la 3e place, un exploit répété en 1939, mais les principales compétitions internationales sont interrompues par la Seconde Guerre mondiale.

### Premier âge d'or: 1947-1956
Après la reprise des compétitions à la fin de la seconde guerre mondiale, le championnat d'Europe de Rink Hockey est toujours également considéré comme championnat du monde de Rink Hockey. En 1947, l'équipe du Portugal entre dans une nouvelle ère de l'histoire du rink hockey, dans laquelle elle fait partie des puissances dominantes. Le Portugal remporte alors six des dix éditions de la plus importante compétition mondiale de sa reprise en 1947 jusqu'en 1956. La première victoire a eu lieu en 1947, à Lisbonne, contre la Belgique, suivie de victoires en 1948, 1949 et 1950. Au même moment, le Portugal a vu naître quelques-uns des joueurs de rink hockey portugais les plus célèbres : Correia dos Santos, António Jesus Correia, Emídio Pinto, António Raio, Sidónio Serpa, Olivério Serpa et le gardien Cipriano Santos.
En 1951, l'Espagne met un terme à la série de victoires portugaises, avec son premier titre. Le Portugal remporte de nouveau le titre en 1952 et 1956, terminant à la deuxième place en 1951, 1953 et 1954 et à la troisième place en 1955.

### Second âge d'or: 1957-1978
En 1957, le Championnat européen de rink hockey et le championnat du monde de rink hockey deviennent des compétitions distinctes. Elles se déroulent tous les deux ans et en alternance chacune une année. Cette réorganisation du sport ne fait guère de différence pour le Portugal qui reste la puissance européenne dominante avec neuf titres sur onze, entre 1957 et 1977. Elle remporte les titres européens en 1959, 1961, 1963, 1965, 1967, 1971, 1973, 1975 et 1977. Aux championnats du monde, le Portugal remporterait cinq titres en 1958, 1960, 1962, 1968 et 1974 en onze participations. Cette nouvelle génération est dominée par des noms tels que Fernando Adrião, José Vaz Guedes, Amadeu Bouçós, Júlio Rendeiro, Francisco Velasco, António Ramalhete, Manuel Carrello, Passos Viana, le gardien « Spiderman » / « Homem Aranha », Alberto Moreira et le grand joueur António Livramento. Une curiosité étonnante de cette génération est le nombre de important de joueurs de venant de Lourenço-Marquès (désormais Maputo, Mozambique). À l'époque, ce sport était très populaire dans la province portugaise d'Afrique de l'Est-Outre-Mer et depuis 1975, le Mozambique.

### Années 1980
L’émergence croissante de l’Espagne, de l’Italie et de l’Argentine donne lieu à une décennie plus diversifiée sur la scène internationale. Cela explique pourquoi le Portugal ne remporte qu'un titre mondial au cours des années 1980. En 1982, en tant que pays organisateur de l’événement, le Portugal bat l’Espagne 5-2 en finale de l’une des éditions les plus mémorables du tournoi. La grande équipe portugaise était composée des « talents de la dernière chance » d'anciens joueurs tels que le gardien António Ramalhete, Cristiano Pereira et Chana, qui ont remporté le titre en 1974. La nouvelle génération émerge dans les années à venir mais ne peut pas remporter de titre de champion du monde. Elle obtient néanmoins la 3e place des éditions de 1984, 1986 et 1988. Au championnat de 1990, le Portugal atteint la finale mais s'incline 1-0 face à l'Argentine. Au niveau européen, le Portugal remporte le titre de champion d’Europe en 1987 et termine à la 2e place en 1981 et 1983. Entre-temps, la relève des anciens par de jeunes joueurs a progressivement lieu avec l’émergence du buteur Vítor Hugo, successeur d’António Livramento. Le nouvel effectif est composé de Vítor Bruno, Carlos Realista et Franklim Pais.

### Années 1990
Cette nouvelle décennie voit le Portugal remporter son onzième titre de championnat du monde après une interruption de neuf ans sans titre. Elle bat le finaliste surprise, les Pays-Bas, par 7-0 à Porto en 1991. Ce nouveau titre semble confirmer la pérennité du niveau mondiale du Portugal. Chaque fois que le Portugal accueille un mondial, le Portugal remporte celui-ci. Lors du championnat européen de rink de 1992 et l'année suivante, le Portugal remporte son deuxième titre de champion du monde après avoir vaincu l'Italie 1 à 0, lors d'une séance de tirs au but. Le Portugal conserve son titre acquis en 1991 en gagnant en 1993, doublé qu'elle n'avait pas réalisé depuis 1962. En 1995, le Portugal est incapable d'atteindre son troisième titre consécutif après avoir perdu en demi-finale face à l'Argentine à Recife, au Brésil. Pendant ce temps, en Europe, le Portugal remporte quatre championnats européens consécutifs entre 1992 et 1998. Depuis lors, le sport est complètement dominé par l’Espagne. Après 1995, le Portugal n’a atteint aucune finale du championnat du Monde, finissant 4e en 1997, 3e en 1999 et terminant l’édition 2001 à la 4e place. Les principaux joueurs de cette époque sont : Filipe Santos, Guilherme Silva, José Carlos California, Luís Ferreira, Paulo Almeida, Paulo Alves, Pedro Alves, Rui Lopes, Tó Neves et Vítor Fortunato.

## Palmarès

### Titres et trophées
Championnat du monde de rink hockey masculin (16)
- Vainqueur : 1947, 1948, 1949, 1950, 1952, 1956, 1958, 1960, 1962, 1968, 1974, 1982, 1991, 1993, 2003, 2019

 Championnat d'Europe masculin de rink hockey (21)
- Vainqueur : 1947*, 1948*, 1949*, 1950*, 1952*, 1956*, 1959, 1961, 1963, 1965, 1967, 1971, 1973, 1975, 1977, 1987, 1992, 1994, 1996, 1998, 2016

* Compétition étant à la fois Championnat d'Europe et Championnat du monde
 Coupe des nations de rink hockey (19)
- Vainqueur : 1948, 1949, 1954, 1955, 1956, 1963, 1965, 1968, 1970, 1973, 1984, 1987, 1994, 1997, 2009, 2011, 2013, 2015, 2019

 Jeux mondiaux (4)
- Vainqueur : 1981, 1989, 1993, 2001

 Golden Cat (2)
- Vainqueur : 2023, 2024

### Parcours dans les compétitions internationales

#### Championnat du monde
| Année | Lieu                | Résultat  | J  | V  | N | D | BP  | BC |
| ----- | ------------------- | --------- | -- | -- | - | - | --- | -- |
| 1936  | Stuttgart           | 3e place  | 6  | 4  | 0 | 2 | 11  | 10 |
| 1939  | Montreux            | 3e place  | 6  | 2  | 2 | 2 | 6   | 11 |
| 1947  | Lisbonne            | Vainqueur | 6  | 6  | 0 | 0 | 27  | 8  |
| 1948  | Montreux            | Vainqueur | 8  | 7  | 0 | 1 | 56  | 8  |
| 1949  | Lisbonne            | Vainqueur | 7  | 7  | 0 | 0 | 39  | 8  |
| 1950  | Milan               | Vainqueur | 10 | 10 | 0 | 0 | 56  | 7  |
| 1951  | Barcelone           | Finaliste | 10 | 8  | 0 | 2 | 79  | 12 |
| 1952  | Porto               | Vainqueur | 10 | 9  | 0 | 1 | 71  | 7  |
| 1953  | Genève              | Finaliste | 9  | 7  | 1 | 2 | 41  | 9  |
| 1954  | Barcelone           | Finaliste | 14 | 13 | 0 | 1 | 92  | 15 |
| 1955  | Milan               | 3e place  | 9  | 6  | 2 | 1 | 35  | 16 |
| 1956  | Porto               | Vainqueur | 10 | 9  | 1 | 0 | 44  | 6  |
| 1958  | Porto               | Vainqueur | 9  | 8  | 1 | 0 | 61  | 7  |
| 1960  | Madrid              | Vainqueur | 9  | 9  | 0 | 0 | 61  | 9  |
| 1962  | Santiago            | Vainqueur | 9  | 7  | 2 | 0 | 60  | 9  |
| 1964  | Barcelone           | Finaliste | 9  | 7  | 1 | 1 | 64  | 7  |
| 1966  | São Paulo           | Finaliste | 9  | 7  | 1 | 1 | 60  | 7  |
| 1968  | Porto               | Vainqueur | 9  | 9  | 0 | 0 | 92  | 6  |
| 1970  | San Juan            | Finaliste | 10 | 8  | 1 | 1 | 63  | 24 |
| 1972  | La Corogne          | Finaliste | 11 | 9  | 0 | 2 | 75  | 18 |
| 1974  | Lisbonne            | Vainqueur | 11 | 10 | 1 | 0 | 90  | 20 |
| 1976  | Oviedo              | 3e place  | 11 | 8  | 1 | 2 | 78  | 18 |
| 1978  | San Juan            | 3e place  | 11 | 8  | 1 | 2 | 89  | 22 |
| 1980  | Talcahuano          | 3e place  | 10 | 6  | 2 | 2 | 47  | 20 |
| 1982  | Barcelos            | Vainqueur | 15 | 14 | 1 | 0 | 136 | 20 |
| 1984  | Novara              | 3e place  | 9  | 6  | 0 | 3 | 44  | 31 |
| 1986  | Sertãozinho         | 3e place  | 9  | 6  | 1 | 2 | 59  | 29 |
| 1988  | La Corogne          | 3e place  | 9  | 7  | 1 | 1 | 49  | 11 |
| 1989  | San Juan            | Finaliste | 8  | 6  | 0 | 2 | 42  | 15 |
| 1991  | Porto/Braga         | Vainqueur | 8  | 8  | 0 | 0 | 58  | 6  |
| 1993  | Bassano/Sesto       | Vainqueur | 8  | 6  | 1 | 1 | 71  | 20 |
| 1995  | Recife              | Finaliste | 8  | 7  | 0 | 1 | 57  | 23 |
| 1997  | Wuppertal           | 4e place  | 8  | 6  | 0 | 2 | 66  | 18 |
| 1999  | Reus                | 3e place  | 8  | 6  | 1 | 1 | 51  | 19 |
| 2001  | San Juan            | 4e place  | 6  | 4  | 0 | 2 | 42  | 7  |
| 2003  | Oliveira de Azeméis | Vainqueur | 6  | 6  | 0 | 0 | 31  | 6  |
| 2005  | San José            | 3e place  | 6  | 5  | 0 | 1 | 40  | 16 |
| 2007  | Montreux            | 6e place  | 6  | 4  | 0 | 2 | 32  | 15 |
| 2009  | Vigo                | 3e place  | 6  | 4  | 0 | 2 | 34  | 13 |
| 2011  | San Juan            | 3e place  | 6  | 5  | 0 | 1 | 49  | 14 |
| 2013  | Luanda/Namibe       | 3e place  | 6  | 5  | 0 | 1 | 47  | 10 |
| 2015  | La Roche-sur-Yon    | 3e place  | 6  | 5  | 0 | 1 | 41  | 12 |
| 2017  | Nankin              | Finaliste | 6  | 3  | 1 | 2 | 24  | 19 |
| 2019  | Barcelone           | Vainqueur | 6  | 3  | 3 | 0 | 27  | 14 |
| 2022  | San Juan            | Finaliste | 6  | 4  | 1 | 1 | 30  | 9  |
| 2024  | Novare              | 4e place  | 6  | 3  | 2 | 1 | 29  | 16 |

#### Championnat d'Europe
| Année | Lieu                 | Résultat    | J           | V           | N           | D           | BP          | BC          |
| ----- | -------------------- | ----------- | ----------- | ----------- | ----------- | ----------- | ----------- | ----------- |
| 1926  | Herne Bay            | Non inscrit | Non inscrit | Non inscrit | Non inscrit | Non inscrit | Non inscrit | Non inscrit |
| 1927  | Montreux             | Non inscrit | Non inscrit | Non inscrit | Non inscrit | Non inscrit | Non inscrit | Non inscrit |
| 1928  | Herne Bay            | Non inscrit | Non inscrit | Non inscrit | Non inscrit | Non inscrit | Non inscrit | Non inscrit |
| 1929  | Montreux             | Non inscrit | Non inscrit | Non inscrit | Non inscrit | Non inscrit | Non inscrit | Non inscrit |
| 1930  | Herne Bay            | 6e place    | 5           | 0           | 1           | 4           | 4           | 16          |
| 1931  | Montreux             | 6e place    | 6           | 1           | 1           | 4           | 7           | 22          |
| 1932  | Herne Bay            | 4e place    | 5           | 2           | 0           | 3           | 11          | 19          |
| 1934  | Herne Bay            | Non inscrit | Non inscrit | Non inscrit | Non inscrit | Non inscrit | Non inscrit | Non inscrit |
| 1936* | Stuttgart            | 3e place    | 6           | 4           | 0           | 2           | 11          | 10          |
| 1937  | Herne Bay            | 3e place    | 6           | 3           | 1           | 2           | 11          | 9           |
| 1938  | Anvers               | 4e place    | 6           | 3           | 0           | 3           | 13          | 11          |
| 1939* | Montreux             | 3e place    | 6           | 2           | 2           | 2           | 6           | 11          |
| 1947* | Lisbonne             | Vainqueur   | 6           | 6           | 0           | 0           | 27          | 8           |
| 1948* | Montreux             | Vainqueur   | 8           | 7           | 0           | 1           | 56          | 8           |
| 1949* | Lisbonne             | Vainqueur   | 7           | 7           | 0           | 0           | 39          | 8           |
| 1950* | Milan                | Vainqueur   | 10          | 10          | 0           | 0           | 56          | 7           |
| 1951* | Barcelone            | Finaliste   | 10          | 8           | 0           | 2           | 79          | 12          |
| 1952* | Porto                | Vainqueur   | 10          | 9           | 0           | 1           | 71          | 7           |
| 1953* | Genève               | Finaliste   | 9           | 7           | 1           | 2           | 41          | 9           |
| 1954* | Barcelone            | Finaliste   | 14          | 13          | 0           | 1           | 92          | 15          |
| 1955* | Milan                | 3e place    | 9           | 6           | 2           | 1           | 35          | 16          |
| 1956* | Porto                | Vainqueur   | 10          | 9           | 1           | 0           | 44          | 6           |
| 1957  | Barcelone            | Finaliste   | 5           | 3           | 1           | 1           | 20          | 9           |
| 1959  | Genève               | Vainqueur   | 7           | 7           | 0           | 0           | 37          | 7           |
| 1961  | Turin                | Vainqueur   | 9           | 8           | 1           | 0           | 58          | 12          |
| 1963  | Porto                | Vainqueur   | 8           | 8           | 0           | 0           | 59          | 6           |
| 1965  | Lisbonne             | Vainqueur   | 8           | 8           | 0           | 0           | 61          | 8           |
| 1967  | Bilbao               | Vainqueur   | 8           | 7           | 1           | 0           | 39          | 9           |
| 1969  | Lausanne             | Finaliste   | 8           | 7           | 0           | 1           | 43          | 8           |
| 1971  | Lisbonne             | Vainqueur   | 8           | 7           | 0           | 1           | 69          | 12          |
| 1973  | Iserlohn             | Vainqueur   | 8           | 8           | 0           | 0           | 73          | 9           |
| 1975  | Viareggio            | Vainqueur   | 7           | 6           | 1           | 0           | 57          | 10          |
| 1977  | Porto                | Vainqueur   | 8           | 8           | 0           | 0           | 67          | 11          |
| 1979  | Barcelone            | Finaliste   | 8           | 6           | 1           | 1           | 36          | 7           |
| 1981  | Essen                | Finaliste   | 8           | 6           | 0           | 2           | 41          | 8           |
| 1983  | Verceil              | Finaliste   | 7           | 6           | 0           | 1           | 52          | 12          |
| 1985  | Barcelos             | 3e place    | 8           | 6           | 1           | 1           | 63          | 28          |
| 1987  | Oviedo               | Vainqueur   | 8           | 8           | 0           | 0           | 61          | 15          |
| 1990  | Lodi                 | 3e place    | 8           | 6           | 1           | 1           | 84          | 16          |
| 1992  | Wuppertal            | Vainqueur   | 9           | 8           | 1           | 0           | 74          | 21          |
| 1994  | Funchal              | Vainqueur   | 7           | 6           | 0           | 1           | 120         | 9           |
| 1996  | Salsomaggiore Terme  | Vainqueur   | 8           | 8           | 0           | 0           | 88          | 11          |
| 1998  | Paços de Ferreira    | Vainqueur   | 6           | 5           | 1           | 0           | 75          | 6           |
| 2000  | Wimmis               | Finaliste   | 5           | 4           | 0           | 1           | 30          | 10          |
| 2002  | Florence             | Finaliste   | 6           | 5           | 0           | 1           | 52          | 8           |
| 2004  | La Roche-sur-Yon     | 3e place    | 6           | 3           | 1           | 2           | 15          | 12          |
| 2006  | Monza                | 3e place    | 5           | 4           | 0           | 1           | 40          | 9           |
| 2008  | Oviedo               | Finaliste   | 6           | 5           | 0           | 1           | 32          | 6           |
| 2010  | Wuppertal            | Finaliste   | 6           | 5           | 0           | 1           | 54          | 12          |
| 2012  | Paredes              | Finaliste   | 6           | 5           | 0           | 1           | 49          | 11          |
| 2014  | Alcobendas           | 3e place    | 5           | 3           | 1           | 1           | 29          | 13          |
| 2016  | Oliveira de Azeméis  | Vainqueur   | 6           | 6           | 0           | 0           | 54          | 4           |
| 2018  | La Corogne           | Finaliste   | 7           | 6           | 0           | 1           | 59          | 16          |
| 2021  | Paredes              | Demi-finale | 5           | 3           | 1           | 1           | 39          | 19          |
| 2023  | Sant Sadurní d'Anoia | Finaliste   | 6           | 4           | 1           | 1           | 35          | 16          |
| 2025  | Paredes              |             | 0           | 0           | 0           | 0           | 0           | 0           |

* Compétition étant à la fois Championnat d'Europe et Championnat du monde

### Résultats

#### Pour l'année en cours
|   | Date               | Lieu                  | Match                | Score | Compétition                             |
| - | ------------------ | --------------------- | -------------------- | ----- | --------------------------------------- |
| 1 | 21 août 2025       | Cerdanyola del Vallès | Catalogne - Portugal | -     | Golden CAT 2025 (Journée 1)             |
| 2 | 22 août 2025       | Cerdanyola del Vallès | Italie - Portugal    | -     | Golden CAT 2025 (Journée 2)             |
| 3 | 23 août 2025       | Cerdanyola del Vallès | France - Portugal    | -     | Golden CAT 2025 (Journée 3)             |
| 4 | 24 août 2025       | Cerdanyola del Vallès | - Portugal           | -     | Golden CAT 2025                         |
| 5 | 1er septembre 2025 | Paredes               | Portugal - Italie    | -     | Euro rink hockey 2025 (Groupe A)        |
| 6 | 2 septembre 2025   | Paredes               | Portugal - France    | -     | Euro rink hockey 2025 (Groupe A)        |
| 7 | 3 septembre 2025   | Paredes               | Espagne - Portugal   | -     | Euro rink hockey 2025 (Groupe A)        |
| 8 | 4 septembre 2025   | Paredes               | Portugal -           | -     | Euro rink hockey 2025 (Quart de finale) |

## Effectif actuel

### Appelés récemment
Les joueurs suivants ne font pas partie du dernier groupe appelé mais ont été retenus en équipe nationale lors des 12 derniers mois.
Les joueurs qui comportent le signe :  «  », sont blessés ou malades au moment de la dernière convocation.
| Pos. | Nom                | Date de naissance | Sél. | Buts | Club (au moment de leur dernière convocation) | Dernier appel               |
| ---- | ------------------ | ----------------- | ---- | ---- | --------------------------------------------- | --------------------------- |
| D    | Nuno Santos        | 16 juin 1996      | 15   | 3    | UD Oliveirense                                | vs Argentine, 31 mars 2024  |
| D    | João Souto         | 26 juillet 1992   | 22   | 11   | Sporting CP                                   | vs Argentine, 31 mars 2024  |
| G    | Pedro Henriques    | 27 septembre 1990 | 24   | 0    | SL Benfica                                    | vs Espagne, 22 juillet 2023 |
| D    | Henrique Magalhães | 22 octobre 1991   | 87   | 32   | Sporting CP                                   | vs Espagne, 22 juillet 2023 |
| D    | Telmo Pinto        | 23 janvier 1993   | 75   | 34   | FC Porto                                      | vs Espagne, 22 juillet 2023 |
| G    | Diogo Alves        | 17 février 1995   | 4    | 0    | UD Oliveirense                                | vs Italie, 2 juillet 2023   |

## Équipes de jeunes

### Palmarès
- Championnat du monde de rink hockey masculin juniors (4)
  - Vainqueur : 2003, 2013, 2015, 2017

- Championnat d'Europe masculin de rink hockey des moins de 23 ans (1)
  - Vainqueur : 2025

- Championnat d'Europe masculin de rink hockey des moins de 19 ans (21)
  - Vainqueur : 1953, 1960, 1969, 1970, 1971, 1975, 1976, 1980, 1992, 1993, 1994, 2000, 2003, 2005, 2008, 2010, 2012, 2014, 2016, 2021, 2023

- Championnat d'Europe de rink hockey masculin des moins de 17 ans (14)
  - Vainqueur : 1981*, 1985, 1986, 1987, 1989, 1998, 1999, 2000, 2005, 2008, 2009, 2013, 2015, 2017, 2024

* L'édition 1981 n'est pas reconnue officiellement
- Coupe latine de rink hockey (14)
  - Vainqueur : 1957, 1959, 1960, 1961, 1962, 1988, 1989, 1998, 2001, 2002, 2003, 2008, 2014, 2016